# Rio Jacaré (periodiskt vattendrag i Brasilien, Sergipe, lat -10,95, long -37,67)
Rio Jacaré är ett periodiskt vattendrag i Brasilien.   Det ligger i delstaten Sergipe, i den östra delen av landet, 1 200 km öster om huvudstaden Brasília.
Omgivningarna runt Rio Jacaré är huvudsakligen savann. Runt Rio Jacaré är det ganska tätbefolkat, med 56 invånare per kvadratkilometer.